# Peter von Spreckelsen (Ratsherr)
Peter von Spreckelsen (* um 1570 in Hamburg; † 25. November 1630 ebenda) war ein Hamburger Oberalter und Ratsherr.

## Herkunft und Familie
Spreckelsen war ein Sohn von Hartich von Spreckelsen und dessen Ehefrau Catharina Matthiessen, Tochter des Hamburger Ratsherrn Henning Matthiessen († 1565). Der Hamburger Bürgermeister Peter von Spreckelsen († 1553) war sein Großvater. Der Oberalte im Kirchspiel Sankt Nikolai Johann von Spreckelsen († 1560) war sein Onkel, dessen Sohn Vincent von Spreckelsen († 1609) wurde ebenfalls Oberalter im Kirchspiel Sankt Nikolai und dessen Enkel Joachim von Spreckelsen (1636–1707) wiederum Oberalter im Kirchspiel Sankt Katharinen und später Hamburger Ratsherr und Amtmann in Ritzebüttel.
Am 4. Februar 1599 heiratete er Anna Beckmann (1582–1648), Tochter des Oberalten im Kirchspiel Sankt Petri Lucas Beckmann (1546–1614). Aus dieser Ehe gingen 11 Kinder hervor, von denen 6 verheiratet waren:
1. Lucas (1602–1659), Hamburger Ratsherr ⚭ Anna Rentzel (* 1614), Tochter des Oberalten im Kirchspiel Sankt Katharinen und Ratsherrn Hermann Rentzel (1576–1657)
2. Johann (1607–1684), Hamburger Ratsherr ⚭ Catharina Schele (1611–1666), Tochter des Ratsherrn Wolder Schele (1579–1649)
3. Peter (1613–1665), Oberalter im Kirchspiel Sankt Petri ⚭ Margaretha Schrötteringk (1619–1695), Tochter des Bürgermeisters Johann Schrötteringk (1588–1676)
4. Vincent (1619–1651)[3], Advokat ⚭ Ursula von der Fechte, Tochter des Ratssekretärs und Protonotars Martin von der Fechte († 1630)[4]
5. Katharina ⚭ Joachim Twestreng (1587–1647)[5], Oberalter im Kirchspiel Sankt Katharinen und Hamburger Ratsherr, Sohn des Bürgermeisters Eberhard Twestreng.
6. Cäcilie († 1651) ⚭ Peter Lütkens (1603–1670), Hamburger Bürgermeister.

## Leben und Wirken
Spreckelsen wurde im Jahr 1602 Hundertmann, 1615 Bauhofsbürger, 1616 Kämmereibürger und 1617 Achtmann, bevor er im Jahr 1618 zum Oberalten im Kirchspiel Sankt Katharinen für den verstorbenen Jakob Eggers († 1618) gewählt wurde. Im darauffolgenden Jahr 1619 wurde Spreckelsen auch Bürgerkapitän und Obristlieutenant der Bürgerwehr in Hamburg. In den Jahren 1620 und 1621 war er auch Mitglied der Sechsziger. Am 30. Juli 1625 wurde er zum Vorsteher des Klosters Sankt Johannis und im Jahr 1626 zum Ratsherrn gewählt. Sein Nachfolger als Oberalter wurde am 10. April 1626 sein Schwiegersohn Joachim Twestreng.